# Myulu
Myulu è un ward dello Zambia, parte della Provincia di Luapula e del Distretto di Mansa.